# قایق اژدر افکن تی-۲۶
قایق اژدر افکن تی-۲۶ (به انگلیسی: German torpedo boat T-26) یک کشتی بود که طول آن ۹۷ متر (۳۱۸ فوت ۳ اینچ) بود. این کشتی در سال ۱۹۴۲ ساخته شد.